# 17 (XXXTentacion-album)
A 17 XXXTentacion amerikai rapper debütáló stúdióalbuma. 2017. augusztus 25-én adta ki a Bad Vibes Forever és az Empire Distribution. A 22 perces összhosszúságú album alig egy nagylemez, és nem tartalmaz három percnél hosszabb dalt, ami egy stúdióalbum esetében szokatlannak számít. Az albumról a "Revenge" című dal jelent meg elsőként. Ez XXXTentacion második kereskedelmi lemeze, az azonos című válogatás mixtape (2017) után. A 17-ben Trippie Redd egyedüli megjelenése és a Shiloh-dinasztia erős mintavétele szerepel, a producer pedig többek között XXXTentacion volt.
Az album akusztikus és zongoravezérelt dalokra épül, nem pedig a „turn-up” stílusra és a torzított basszushangokra, amelyek népszerűek voltak XXXTentacion floridai színterében. Különféle műfajokkal kísérletezik, mint például az emo, a lo-fi, az indie rock, az alternatív R&B és a grunge, míg a dalszövegek olyan témák köré épülnek, mint az öngyilkosság, a sikertelen kapcsolatok és a hűtlenség. XXXTentacion kijelentette, hogy az album célközönsége a depresszióban szenvedők, és az album egyben "belépés" is az elméjébe.
Az albumról a Jocelyn Flores és a Fuck Love című dalok jelentek meg kislemezként. A "Jocelyn Flores", a "Revenge", "Everybody Dies in Their Nightmares", "Depression & Obsession", "Save Me" és a "Carry On" mind debütált a Billboard Hot 100 listán. A "Jocelyn Flores", "Everybody Dies in their Nightmares" és a Fuck Love is debütáltak a brit kislemezlistán.
Bár a 17-et nem játszották a rádiók, és nagy sajtóvisszhang nélkül hozták forgalomba, kereskedelmi sikert aratott. A második helyen debütált az amerikai Billboard 200-on, 87 000 albumnak megfelelő egységgel, és dupla platina minősítést kapott az Amerikai Hanglemezkiadók Szövetségétől (RIAA). Számos európai országban is előkelő helyen szerepelt, beleértve Dániában, Hollandiában, Finnországban, Olaszországban, Svédországban, Norvégiában pedig első lett. Az album platinalemez lett Kanadában, Dániában és Új-Zélandon is. XXXTentacion posztumusz módon elnyerte a Kedvenc Soul/R&B Album díjat 17 évre a 2018-as American Music Awards-on.